# Olga Carmona
Olga Carmona García (* 12. Juni 2000 in Sevilla) ist eine spanische Fußballspielerin. Überwiegend wird sie auf dem linken Flügel sowohl als Außenstürmerin als auch als Außenverteidigerin eingesetzt.

## Karriere

### Verein
Olga Carmona begann ihre Laufbahn als Fußballspielerin mit sechs Jahren bei der Agrupación Deportiva Polideportivo Sevilla Este. 2007 wechselte in die Jugend des FC Sevilla, wo sie neun Jahre verbringen sollte. Zur Saison 2016/17 gelangte Olga Carmona in die erste Mannschaft, die zu jener Zeit in der Segunda División, der zweiten Liga in Spanien, spielte.
Sie schaffte mit ihrer Mannschaft bereits in ihrer ersten Saison den Aufstieg in die Primera División. Während sie mit ihrem Klub in den folgenden drei Spielzeiten jeweils im unteren Mittelfeld der Meisterschaft landete, erreichte Carmona im nationalen Pokal sowohl 2018/19 als auch 2019/20 das Halbfinale, in dem Sevilla gegen die späteren Sieger Real Sociedad bzw. FC Barcelona ausschied.
Im Sommer 2020 unterschrieb Olga Carmona für die neugegründete Frauenfußballsektion von Real Madrid. Bei den Königlichen sicherte sie sich von Beginn an einen Stammplatz, wobei sie zumeist als linke Außenverteidigerin zum Einsatz kam. In ihrer ersten Saison erreichte sie mit ihrer Mannschaft den zweiten Platz in der Meisterschaft und damit die Qualifikation für die Champions League, bei dieser erreichte Olga Carmona mit Real Madrid auf Anhieb das Viertelfinale. Auch in den folgenden Jahren gelang ihr mit ihrem Team stets die Qualifikation für den europäischen Wettbewerb, gegen den zu dieser Zeit dominierenden Klub im spanischen Frauenfußball, den FC Barcelona, konnte sie sich jedoch nicht durchsetzen. In der Saison 2022/23 erreichte sie den Einzug ins Endspiel der Copa de la Reina, hier unterlag Real Madrid jedoch trotz 2:0-Führung überraschend Atlético Madrid und konnte so nicht den ersten Titel in der Vereinsgeschichte gewinnen. In der Saison 2024/25, in der sie erstmals Mannschaftskapitän von Real Madrid war, gewann Olga Carmona mit ihrem Team durch einen 3:1-Auswärtssieg zum ersten Mal einen Clásico gegen den FC Barcelona, zudem gelang erneut der Vorstoß bis ins Viertelfinale der Champions League. In ihren fünf Jahren bei Real Madrid brachte sie es auf 186 Pflichtspieleinsätze und 28 Tore.
Im Sommer 2025 verlängerte Olga Carmona nicht ihren Vertrag und nahm stattdessen ein Angebot des französischen Klubs Paris Saint-Germain an, wo sie bis 2028 unterschrieb.

### Nationalmannschaft
Olga Carmona gewann mit der U19-Nationalmannschaft die Europameisterschaft 2018 durch ein 1:0 im Endspiel gegen Deutschland. Sie selbst steuerte in der Qualifikation sowie in der Endrunde in zehn Spielen vier Tore zum Titelgewinn bei. Ein Jahr später stand sie erneut mit der U-19 in der Endrunde der Europameisterschaft, wo ihre Mannschaft im Halbfinale 1:3 nach Verlängerung gegen Frankreich verlor.
Am 13. April 2021 feierte Olga Carmona in einem Testspiel gegen Mexiko ihr Debüt in der A-Nationalmannschaft.
Im Finale der Fußball-Weltmeisterschaft der Frauen 2023 im australischen Sydney gegen England schoss Carmona das Tor zum spielentscheidenden 1:0, wodurch Spanien erstmals den WM-Titel gewann. Nach dem Spiel erfuhr Carmona vom Tod ihres Vaters.

## Erfolge
Spanische Nationalmannschaft
- Weltmeisterschaft: 2023
- U-19-Fußball-Europameisterschaft: 2018

## Privates
Olga Carmona wuchs mit einem älteren Bruder in Sevilla auf. Ihre Hobbys sind Schwimmen und Tanzen.